# Отрадовка (Харьковская область)
Отрадовка (укр. Одрадівка) — село, Кобзовский сельский совет,
Красноградский район, Харьковская область, Украина.
Код КОАТУУ — 6323381205. Население по переписи 2001 года составляет 64 (28/36 м/ж) человека.

## Географическое положение
Село Отрадовка находится на берегу реки Вшивая, выше по течению на расстоянии в 2 км расположено село Кобзевка, ниже по течению на расстоянии в 2 км расположено село Лукашовка. Рядом проходит автомобильная дорога М-18 (E 105).

## История
- 1883 — дата основания.

## Экономика
- Молочно-товарная ферма.